# Parafia św. Michała Archanioła w Kańczudze
Parafia św. Michała Archanioła w Kańczudze − parafia rzymskokatolicka znajdująca się w archidiecezji przemyskiej w dekanacie Kańczuga. Jest prowadzona przez księży diecezjalnych. Mieści się przy ulicy Szkolnej.

## Historia
W 1350 roku Kańczuga stała się własnością Pileckich, którzy prawdopodobnie przed 1391 rokiem ufundowali parafię. 
W latach 1605–1611 ks. Kasper Fabrycy rozbudował murowany kościół, a po prawej stronie Anna Ostrogska ufundowała dobudowaną kaplicę pw. św. Anny. W 1611 roku kościół został konsekrowany przez bpa Stanisława Siecińskiego, pw. św. Michała Archanioła.
W 1612 roku przywilejem Anny Ostrogskiej do parafii zostało przyłączone uposażenie parafii w Gaci, a kościół w Gaci był filialny, aż do odnowienia parafii w 1876 roku.
Do parafii należy 4150 wiernych z następujących miejscowości: Kańczuga –, Niżatyce – 530 i Żuklin – 350.

## Proboszczowie parafii
1540. ks. Mikołaj z Żuchowa.
1588–1624. ks. Kasper Fabrycy.
1629–1658. ks. Szymon Mostowicz.
1677–1705. ks. Kilian Wituński.
1747–1749. ks. Ignacy Krzyżanowski.
1769–1819. ks. Jacek Dobrowolski.
1819–1863. ks. Wawrzyniec Świtalski.
1864–1873. ks. Franciszek Trznadel.
1873–1883. ks. Władysław Studziński.
1883–1902. ks. Antoni Dymnicki.
1902–1921. ks. Karol Materna.
1921–1932. ks. Feliks Pawłowski.
1932–1938. ks. Jan Hołowiński.
1938–1974. ks. Józef Pęcherek.
1975–1980. ks. Mieczysław Miś.
1980–1984. ks. Alfred Mastej.
1984–1996. ?. ?.
1996–1998. ks. Andrzej Skiba.
1998-2006. ks. Aleksander Radoń
2006–2011. ks. Jan Woźniak.
2011– nadal ks. prał. dr Wojciech Pac.

## Duchowni pochodzący z parafii
- bp Anatol Nowak (1862–1933) – biskup pomocniczy krakowski, ordynariusz diecezji przemyskiej.